# 高部知子
高部 知子（たかべ ともこ、1967年〈昭和42年〉8月25日 - ）は、日本の女優・タレント・精神保健福祉士。
心の専門家を育てる悠学塾主宰。慶應義塾大学文学部（通信教育課程）卒業。学士（人間関係学）。東京福祉大学精神保健福祉士養成コース、国立精神・神経医療研究センター精神保健研究所薬物依存薬物専門課程修了。東京都認定薬物専門講師。浄土宗西山深草派教師。

## 来歴・人物
東京都生まれ。幼少期は病弱で、読書が趣味だった。一方で、読んだ書物の登場人物になりきって演技を試みる癖があった。
小学生の時に児童劇団に所属し、1979年の映画『東京大空襲 ガラスのうさぎ』で芸能界デビュー。 
その後、プロダクション（ボンド企画）にスカウトされ、1980年、テレビドラマ版の『ガラスのうさぎ』（NHK）に出演。
1982年、テレビ朝日『欽ちゃんのどこまでやるの!?』で「萩本家の愛娘」3人で構成されたユニット「わらべ」の長女・のぞみを演じる。
1983年、穂積隆信の家族で実際に起きた非行問題をまとめたノンフィクションをドラマ化した『積木くずし〜親と子の200日戦争』で主人公・不良少女役を演じる。

### ニャンニャン事件
人気絶頂の最中の1983年6月、高部がベッドで裸体に布団を掛けた状態で煙草を咥えた様子を捉えた写真が写真週刊誌「FOCUS」に掲載された。その写真の様子は、あたかも高部が性行為した後、タバコを一服してるように見えたので、当時、15歳だった高部知子に対し、性行為疑惑と未成年喫煙疑惑が浮上した（詳細は「ニャンニャン事件」を参照）。この事件の影響はとても大きく、高部は出演中のテレビ・ラジオ・CM全ての仕事を降板した。主演予定だった劇場版『積木くずし』も降板が決定し、代役が立てられた。
1983年秋から主演する予定だった『スケバン刑事』も、製作が中止された。しかし、その約1年半後、斉藤由貴が主演になり放送が開始した。堀越高等学校では、喫煙行為により無期停学になり、所属事務所からも謹慎を言い渡された。
この事件によって、高部の「清純な少女タレント」というイメージは、完全に壊れてしまった。
事件当初、高部本人も所属事務所も、他のメディア露出は降板しても、「いずれは『欽ちゃんのどこまでやるの!?』へ復帰出来る」と見込んで、同番組への出演を「謹慎」としていた。しかし、この事件の影響・波紋は、高部や所属事務所が予想していた以上に、大きいものだった。15歳で喫煙行為をしたとされる高部に対しては、世間からの風当たり・バッシングは強く、真面目さを売りにしている欽ちゃんファミリーの一員に復帰させることは、罷りならないとの視聴者からの意見が、多く番組に寄せられた。それらのこともあり、高部は「わらべ」から除名、萩本欽一も高部に「破門」を言い渡さざるを得なかったという。以降、「わらべ」は残りの二人（倉沢淳美・高橋真美）だけで活動することになり、それを見栄晴・真屋順子らが、欽どこファミリーとしてバックアップした。

### 謹慎明け以降
無期停学処分が解けた後は、高部が学業に専念する姿が、時々写真週刊誌や女性週刊誌の記事に、時折小さく取り扱われることがあった。
芸能活動の謹慎が解けた後は、1984年に1年3ヶ月ぶりにTBS系の連続テレビドラマ『転校少女Y』の主役で本格復帰した。
1984年11月には、シングル「雨の街」でソロデビューした。岡村孝子のバックアップを受けてソロ・アルバム『雨・ア・ガ・リ』も発売したが、ヒットには繋がらなかった。
高校卒業後も芸能活動を続けたが、先の事件での信用失墜が大きく、嘗ての人気が戻る事はなく、メディアでも大きく扱われる事もなかった。
22歳の時に幼馴染と結婚し、芸能界を引退した。その後、夫婦でコンビニエンスストアの経営に努める。2人の子供をもうけ、その夫唱婦随の姿がワイドショーの「あのひとは今」コーナーで取り上げられたこともあったが、数年後に離婚。その後再婚するが、再び離婚する。
1999年に芸能界に復帰し、局部にピアスをつけたヌード写真集『Objet D'amour』を発表する。2001年、官能ビデオ『パラノイア』に出演。
2000年に慶應義塾大学文学部（第1類）（通信教育課程）へ入学する。
大学で哲学を専攻した高部は、「古いギリシャ哲学や仏教哲学を学びましたが、何かわかりそうな気がするけど、わかったところで何になるんだろうという思いがずっとあって……。悩んでいたときに、精神保健福祉法が制定されたんです。私の目指していたものはこれかなって思いました」とインタビューに答えた。
2005年に慶應義塾大学文学部通信教育課程を卒業。学士（人間関係学）を得る。
その後、2007年に東京福祉大学精神保健福祉士養成コース修了。同年、精神保健福祉士取得。
現在は、全国各地の精神医療・福祉関連施設で、認知症や各種の依存症患者に対するカウンセリングやケアに取り組んでいる。
2012年10月、精神保健福祉士として働く高部知子は「ニャンニャン事件」について問われると、「私はあの騒動があって、激流から別の島に流されたけど、その地で培ったものが今の私を作ってくれた。もしあのまま芸能界だけにいたら、きっと精神的にかなりつらかったと思います。精神病理学を学ぶなかで自分を分析してそう思いました」とインタビューに答えた。
2013年1月28日にテレビ東京系列で放送の『芸能特ダネゲッター!ワダマヨ社』（和田アキ子・ブラックマヨネーズ司会の特別番組）では、密着取材を通じてその活動を紹介するとともに、スタジオへ出演して自身の半生を振り返った。以降も、精神保健福祉士として各種メディアに登場する一方で、『欽どこ』を振り返るテレビ番組の企画にコメントを寄せることがある。

## 経歴
- 1979年 映画『東京大空襲 ガラスのうさぎ』で芸能界にデビュー。
- 1980年 テレビドラマ版の『ガラスのうさぎ』（NHK）に出演。
- 1982年 テレビ朝日『欽ちゃんのどこまでやるの!?』で「のぞみ役」のレギュラーを得る。
- 1983年 「積木くずし〜親と子の200日戦争」で主人公・不良少女役を演じる。
- 1983年 ニャンニャン事件が起こる。全ての芸能活動を休業する。
- 1984年 TBS系の連続テレビドラマ『転校少女Y』の主役で本格復帰。
- 1999年 ヌード写真集を出す[9]。
- 2000年 認定心理士取得（青山心理臨床センター）
- 2000年 慶應義塾大学文学部通信教育課程に入学。
- 2005年 慶應義塾大学文学部通信教育課程卒業
- 2007年 東京福祉大学精神保健福祉士養成コース修了
- 2009年 国家試験に合格し、精神保健福祉士の資格を取得[7]
- 2009年 浄土宗西山深草派京都本山誓願寺に入門
- 2012年 浄土宗教師拝命
- 2013年 東京都認定薬物専任講師取得
- 2016年 国立精神・神経医療研究センター精神保健研究所薬物依存薬物専門課程修了
- 2016年 大野研究所認定・CBTストレスカウンセラー

## 役職
- 医療法人十全会グループ（京都） 顧問

## エピソード
- 現在は2児の母親。結婚直後に出産した長女に心臓の奇形が見付かったことをきっかけに、芸能界からの引退と育児への専念を決意。その長女を育て上げながら、「自分のように不器用な人に寄り添いたい」という思いから、精神保健福祉士の道を志すようになった。今後は、精神保健福祉士の活動を続けながら、精神保健福祉を学ぶための塾を作ることを目標に置いている[10]。
- 元格闘家の石黒泰子と文京区立誠之小学校・文京区立第六中学校で同窓だったという（クラスまで一緒かどうかは不明）。

## 出演作品

### 映画
- 東京大空襲 ガラスのうさぎ（1979年、大映映像・共同映画全国系列会議）- 敏子の級友 役
- ひめゆりの塔（1982年、東宝）- 山室芳子（ひめゆり学徒 徳田隊）役
- ヘッドフォン・ララバイ（1983年、東映）- 早坂有紗役
- 嵐が丘（1988年、東宝）- 絹（娘）役
- リボルバー（1988年、にっかつ） - 友情出演（スナックのホステス 役）
- 姐御（1988年、東映）- 加代役
- 226（1989年、松竹） - 府川きぬえ
- リメインズ 美しき勇者たち（1990年、松竹ほか）- ヤエ役
- KARAOKE-人生紙一重-（2005年、GP-GATEほか）- 獣医

### テレビドラマ
- ガラスのうさぎ（1980年、NHK銀河テレビ小説） - 敏子役
- わが子よ（1981年、TBS「花王 愛の劇場」枠）- 骨肉腫の少女役
- わが子よII（1982年、TBS「花王 愛の劇場」枠）
- 野々村病院物語II（1982年、TBS）- 美川悦子（看護婦見習）役
- 残照の中から（1983年4月3日、NHK）
- 積木くずし〜親と子の200日戦争（1983年、TBS）- 穂高香緒里役 ＜ 最高視聴率45.3％ ＞
- 転校少女Y（1984年、TBS）- 小野田幸役
- 親戚たち  （1985年、CX）- 未沙役
- 必殺橋掛人（1985年、ABC） - お紺役
- 新宿みだれ髪（1986年、CX）
- 必殺仕事人V・風雲竜虎編 第4話「政と女スリ、危機一髪」（1987年、ABC） - お百 役
- 赤ちゃんに乾杯!（1987年、TBS）- 立原亜希子役
- オレの妹急上昇（1988年3月21日、CX）- 謎の女リリー
- 銭形平次 第11話「つっぱりお恵」（1987年、NTV） - お恵役
- NEWジャングル 第9話「飛べない鶴」（1988年、NTV・東宝）
- 「隠密・奥の細道」第17話「眠れる美女の恋唄」（1988年テレビ東京）
- 裸の大将放浪記 第27話「清のくれた幸せの星砂」（1988年、KTV）
- 長七郎江戸日記 第2シリーズ 第53話（SP）「長七郎 大奥まかり通る」（1989年、NTV） - 雪絵役
- 名奉行 遠山の金さん 第2シリーズ 第4話「暴かれた二つの顔の美人妻」（1989年、ANB・東映） - お波役

### 単発ドラマ
- 「おんな達のオシャレな復讐」（1989年2月28日、ANB） - 木崎玲子役
- 右門捕物帖 血染めの矢 江戸－長崎 黄金強奪連続殺人に必殺の十手が挑む!（1989年12月28日、ANB） - お妙役
- 絆（1996年10月8日、NTV） - 三津井沢子役
- 陰の季節（7）「清算」（2004年11月29日TBS）

### バラエティ番組
- 欽ちゃんのどこまでやるの!?（1982－1983年、テレビ朝日） - のぞみ役
- 知りたがり!（2013年2月 - 、フジテレビ）水曜日出演

### ラジオ番組
- 知子・風に吹かれて（文化放送）

### CM
- ハウス食品 シャービックバー（1983年）
- チェリオ スイートキッス（1985年）

## ディスコグラフィー

### シングル
1. 雨の街 （1984年11月1日）
作詞：岡村孝子／作曲：岡村孝子／編曲：萩田光雄
（c/w ひらがなダンス）
2. サングラスと少女 （1985年4月21日）
作詞：松井五郎／作曲：小倉良／編曲：新川博
（c/w ピンクの肖像）

### アルバム
- 雨・ア・ガ・リ（1984年9月5日）

## 著書
- 『告白ハンパしちゃってごめん』ワニブックス、1984年1月。ISBN 4-8470-1020-5。
- 『11人のわたし―ありがとうをそえて』小学館 、1984年11月。ISBN 4-0936-3191-3。
- 『ナンパな恋で踊るなら』扶桑社、1990年8月。ISBN 4-5940-0628-0。
- 『生きてるだけでめっけもん』愛育社、1999年7月。ISBN 4-7500-0054-X。
- 『だいじょうぶ!依存症』現代書館、2015年6月。ISBN 4-7684-5761-4。